# جبهه مسلح ضد ژاپن آسیای شرقی
جبهه مسلح ضد ژاپن آسیای شرقی (به ژاپنی: 東アジア反日武装戦線, Higashi Ajia Hannichi Busō Sensen, EAAJAF)، یک سازمان تروریستی چپ نوی ژاپنی بود که از سال ۱۹۷۲ تا ۱۹۷۵ وجود داشت.
EAAJAF خود را یک گروه چپ معرفی کرد که از ایدئولوژی انقلاب ضد ژاپنی علیه دولت ژاپن، کورپوریشن و نمادهای امپراتوری استعماری ژاپن حمایت می‌کرد و به عنوان یک گروه دارای سیاست‌های چپ تندرو با الهام از آنارشیسم ضد ژاپنی طبقه‌بندی شد.